# نایت هد جنسیس
نایت هد جنسیس (به ژاپنی: ナイトヘッドジェネシス, Naito Heddo Jeneshisu) یک مجموعه انیمه علمی تخیلی و ترسناک ژاپنی که بر اساس یک سریال تلویزیونی درام ۲۱ قسمتی به نام نایت هد (به ژاپنی: ナイトヘッド)، در سال ۱۹۹۲ ساخته شده‌است. پخش این مجموعه به تعداد ۲۴ قسمت از ۲۹ ژوئیه ۲۰۰۶ در شبکه انیماکس آغاز شده و تا ۳۱ دسامبر ۲۰۰۶ ادامه داشت. از روی این انیمه، به نویسندگی جورج لیدا و طراحی هیگوری یو، یک سری مانگای ژاپنی نیز تهیه گردیده است که از ۲۳ مه ۲۰۰۷ توسط انتشارات کودانشا در مجله زی چاپ شده‌است.

## داستان
گفته شده‌است که ۷۰٪ از ظرفیت مغز انسان مورد استفاده قرار نمی‌گیرد. انسان‌ها معتقد هستند; اگر فرد دارای قدرت خارق‌العاده‌ای باشد، می‌تواند از این منطقهٔ خفته در مغز بهره ببرد. این ۷۰٪ فضای بکار نرفته در مغز با نام «نایت هد» شناخته می‌شود. پروژه نایت هد باید در سکوت و خفا صورت پذیرد. در این بین دو برادر به نام‌های نائوتو و نائویا کیریهارا که دارای قدرت‌های مافوق طبیعی هستند توسط والدینشان به یک مرکز تحقیقاتی واقع در جنگل حفاظت شده‌ای انتقال یافته و در آنجا حبس می‌شوند. آن‌ها پانزده سال بعد موفق به فرار از این آزمایشگاه می‌شوند، و با موج جدیدی از اتفاقات مواجه می‌شوند. پس از ورود به دنیای واقعی، دو برادر متوجه می‌شوند که قرار است نقش مهمی در انقلاب و دگرگونی‌های آینده ایفا کنند. 